# Catifa
Una catifa, un tapit, una estora, un drap de peus o drap de terra és una peça teixida de llana o altra matèria que serveix per a cobrir i adornar el sòl d'una cambra, estança o corredor, els graons d'una escala, el terra d'un vehicle, d'un carrer, etc. Les catifes són de llana o fibra semblant i les estores d'espart o matèria similar.

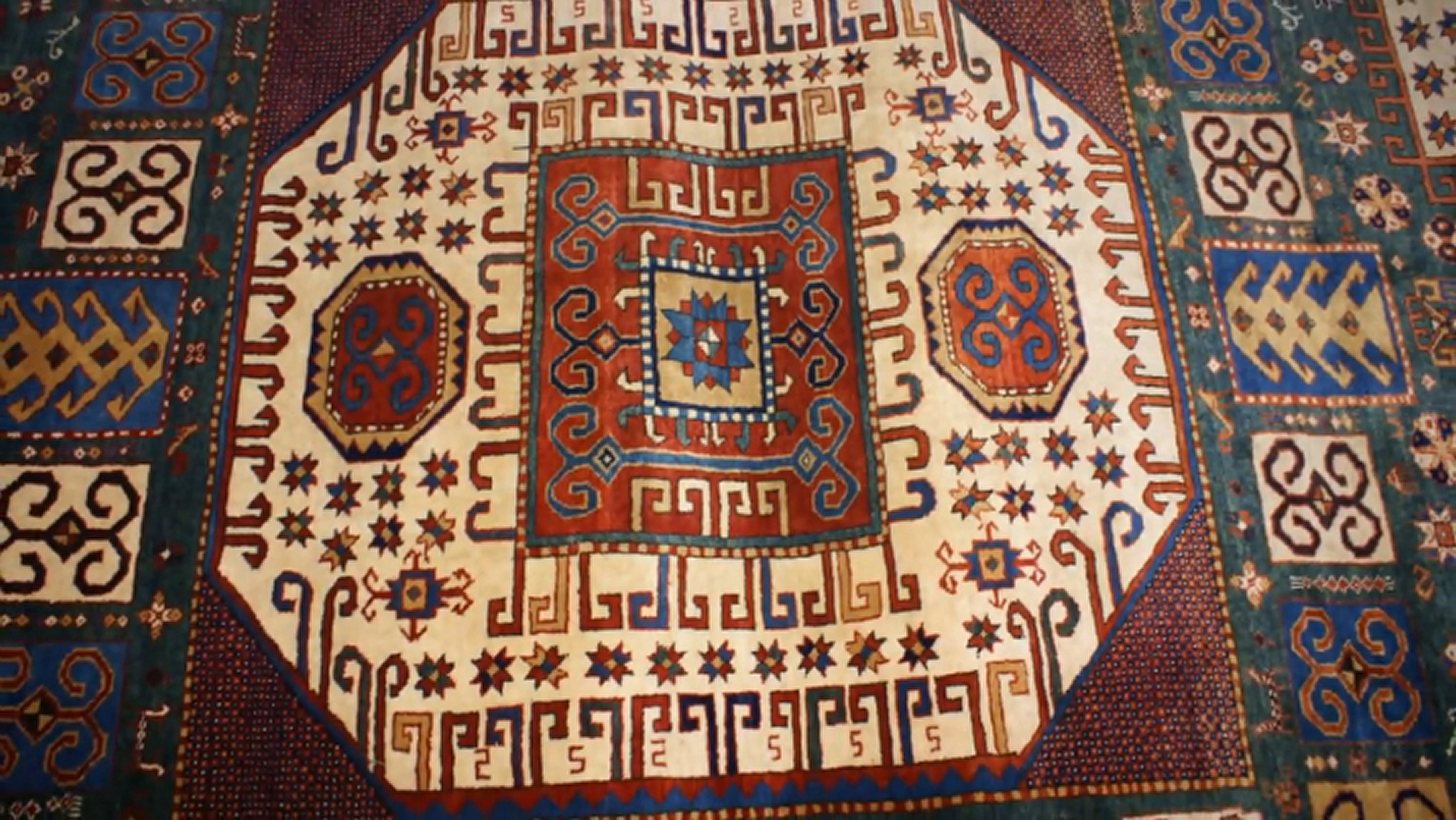
Catifa d'Azerbaijan, una de les Obres Mestres del Patrimoni Oral i Intangible de la Humanitat declarada per la UNESCO.

 També s'utilitzen catifes antilliscants d'altres materials en tota mena de situacions en què cal desplaçar-se per zones mullades, molt polides o, en general, relliscoses. Aquest és el cas de les estores de bany, per exemple.
A Crevillent, al Baix Vinalopó, hi ha, amb una llarga tradició, la més gran indústria de fabricació de catifes de l'Estat espanyol, amb una producció que supera 4.000.000 m² i unes vuitanta empreses que hi donen feina a més de mil treballadors.
Quan parlem de la pila d'un teixit, ens referim a la massa de flocs estructurats formats pel tall de les fibres de llana nuades al voltant dels fils. La pila forneix la superfície compacta, peluda i suau, de la catifa. La pila de la catifa és feta generalment de llana o de fibra feta a mà com polipropilè, niló o polièster, i normalment consisteix en pelatges trenats que han estat tractats tèrmicament per a fer-los mantenir la seva estructura.

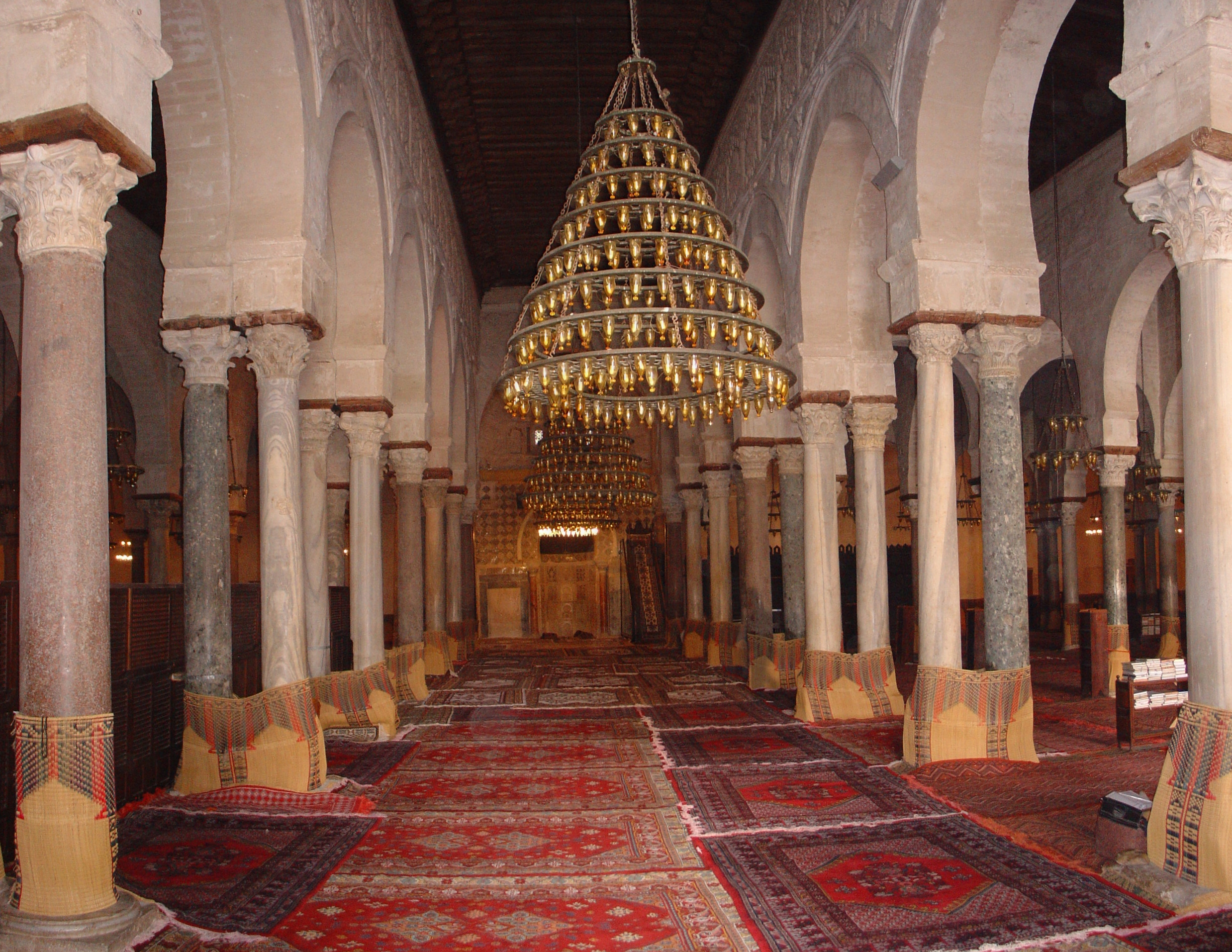
Catifes cobrint el terra de la sala d'oració de la Gran Mesquita de Kairuan (també anomenada la Mesquita de Uqba), a Tunísia.

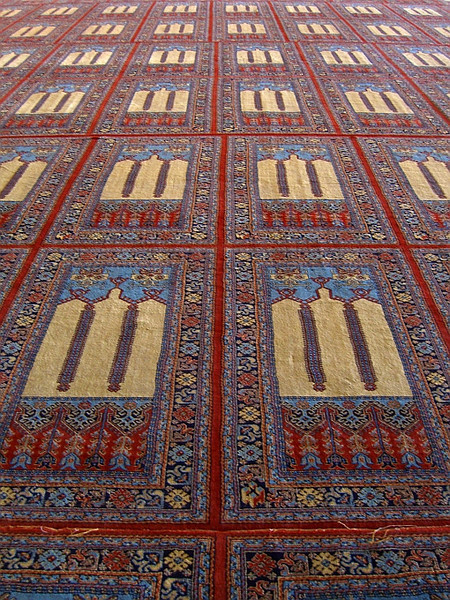
La catifa d'oració del Sultà Ahmet Camii Saph. "La Mesquita Blava", Estanbul, Turquia 2006

## Etimologia
El terme «catifa» prové de l'àrab.

## Tipus de catifes

### Teixit
La catifa és fabricada en un teler molt similar al de teixir teles. La pila de la catifa pot ser apelfada o berber. La catifa apelfada es tracta d'un gruix tallat mentre que la berber és realitzada a base de bucles. Normalment s'utilitzen fils de moltes colors i el procés és capaç de produir complexos estampats de dissenys predeterminats (encara que hi ha algunes limitacions aplicades a certs mètodes d'enteixinat amb consideració a la precisió de l'estampament dins la catifa). Aquestes catifes són normalment les més cares a causa de la relativament lenta velocitat del procés de manufactura. Són molt famoses les de l'Iran, Turquia, l'Afganistan, el Nepal, l'Azerbaidjan, l'Índia o el Pakistan.

### Feltre d'agulla
Aquestes catifes són tecnològicament més avançades. Els feltres d'agulla són fabricats entremesclant i enfeltrant fibres sintètiques individualment utilitzant pues i agulles bifurcades formant catifes extremadament duradores. Normalment trobem aquestes catifes a escenaris comercials com hotels i restaurants on hi ha tràfic de gent freqüent.

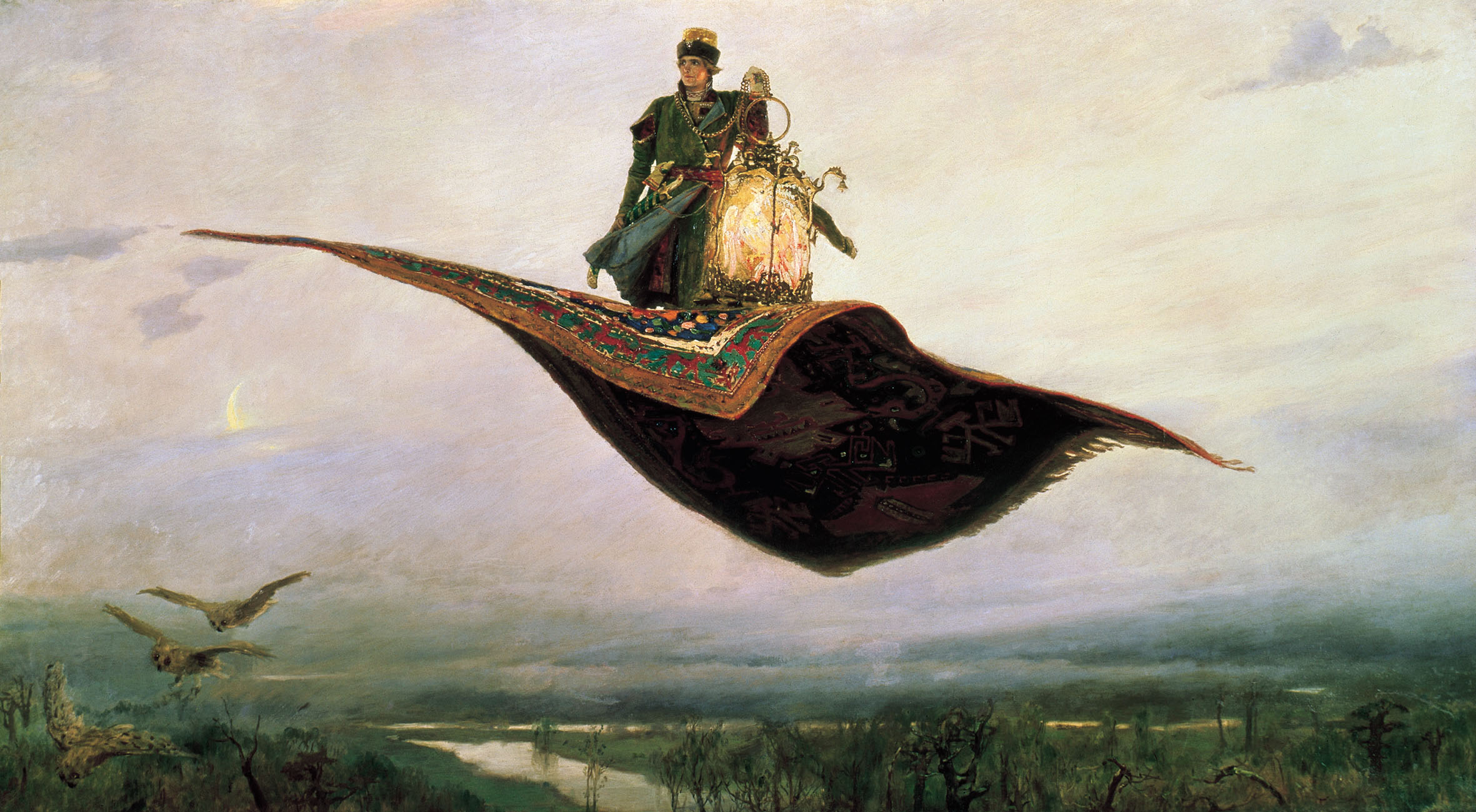
La gran popularitat de les catifes ha inspirat la història de la catifa màgica, una catifa llegendària que es pot utilitzar per al transport de les persones que estan en ella de forma instantània o ràpidament al seu destí.

### Nuades
En una catifa de pila nuada, els fils de trama estructurals alternen amb una trama suplementària que s'eleva en angle recte a la superfície del teixit. Aquesta trama suplementària s'adjunta a l'ordit per un de tres tipus de nus (vegeu a baix), com la catifa de feltre d'agulla que era popular en la dècada de 1970, per formar la pila de la catifa. Nuar a mà és més prevalent en les catifes orientals. Les catifes de Kashmir també són nuades a mà.

### De pèl
Es tracta de catifes que tenen el seu gruix injectat en un material de suport, que és en si mateix unit a un suport secundari, compost d'un teixit d'arpillera teixida o una alternativa feta a mà per proporcionar estabilitat. La pila és sovint cisellada per aconseguir diferents textures. Aquest és el mètode més comú de fabricació de catifes domèstiques per a revestiments de sòl en tot el món.

### Altres

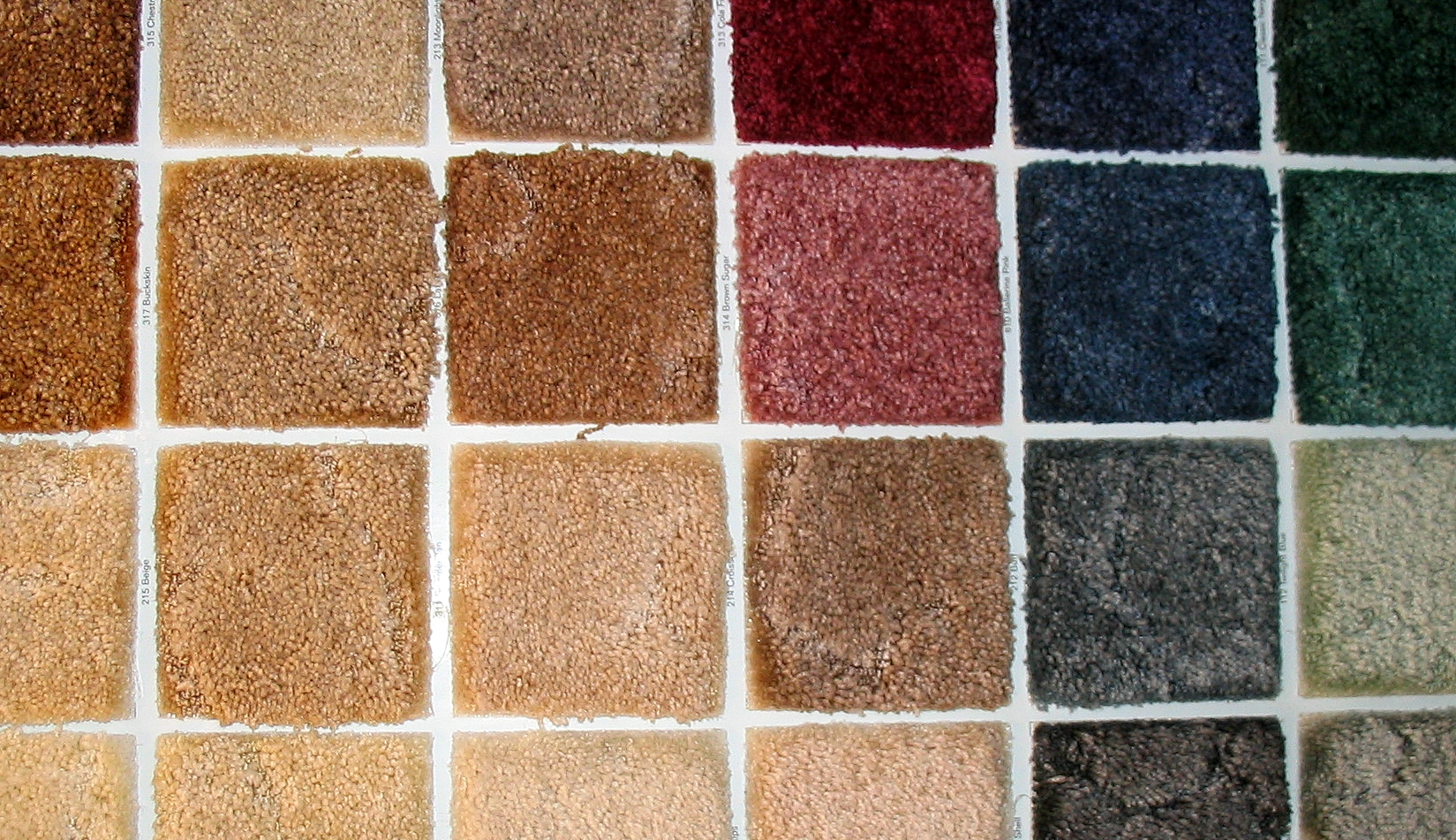
Mostres de catifes de pèl

Una catifa de teixit pla és creada per l'entreteixit de fils l'ordit (vertical) i de la trama (horitzontal).
Alguns tipus de catifes orientals de teixit pla són el kílim, soumak, i teixit de tapís. D'altra banda, alguns tipus de catifes Europees de teixit pla són les catifes venecianes, alemanyes, damasquines, d'arpillera i tenyides en branca  (tela coneguda com a doble tela, de dues capes, o triple tela, de tres capes).
Una catifa de ganxo és un tipus de catifa simple feta a mà, tirant trossos de tela, com la llana o el cotó a través de les malles d'una tela resistent, com l'arpillera. Aquest tipus de catifa ara es fa generalment com una artesania.

## Brodat

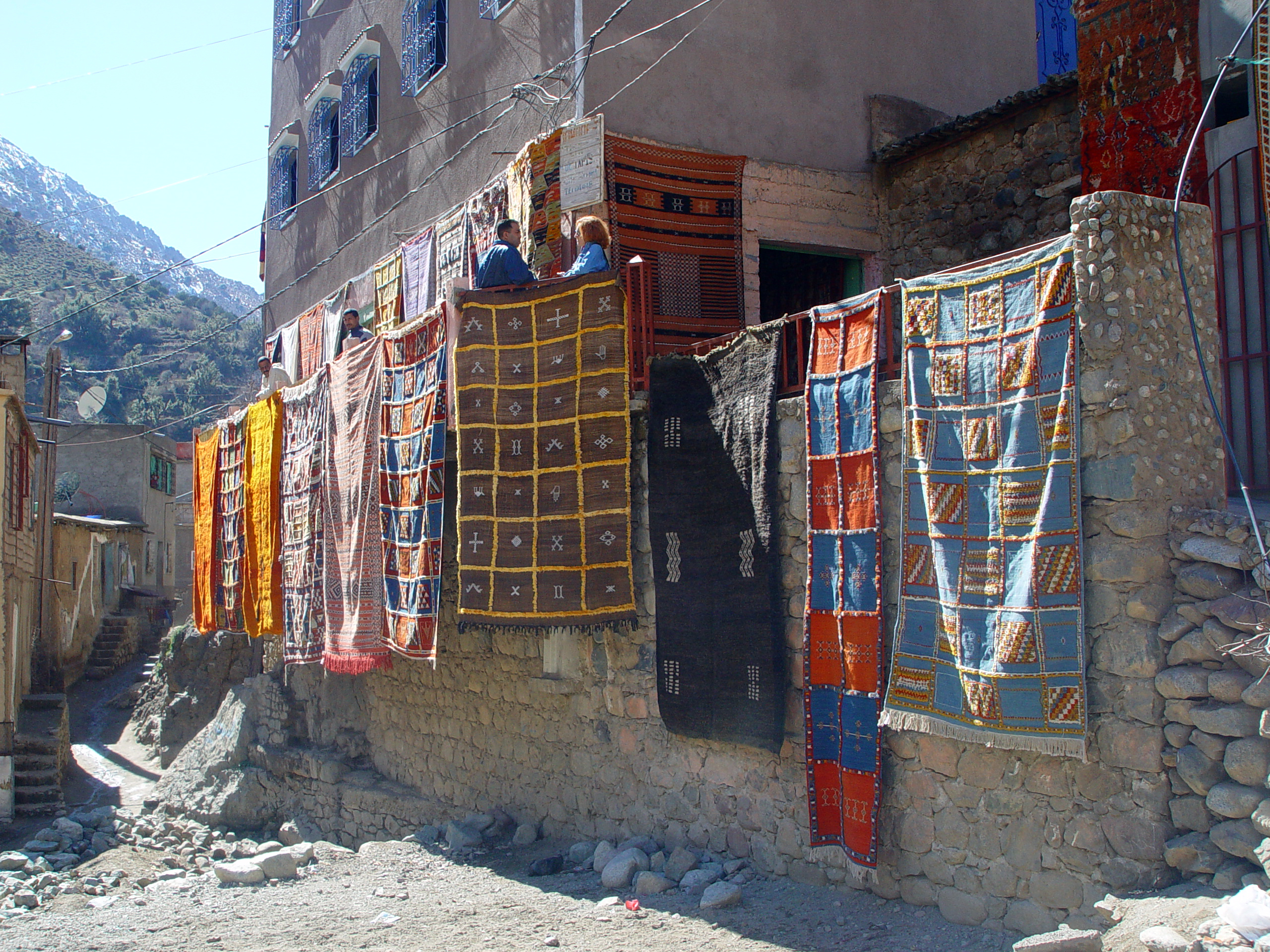
Catifes assecant-se a un poble de manufactura (Urika, Marroc)

A diferència de les catifes teixides, les catifes de brodat no es formen en un teler. El seu patró és establert per l'aplicació de punts de sutura per a una tela (sovint de lli) de base. La unió de puntades i el punt de creu són dos dels més comuns. Les catifes brodades van ser fetes tradicionalment per dones de la reialesa i l'aristocràcia a la llar, però s'introduí a la fabricació comercial des de l'aparició d'agulles d'acer (les anteriors eren fetes d'os) i teixit de lli va millorar en el segle xvi. Maria I d'Escòcia, és coneguda per haver estat una brodadora àvida. Els dissenys del segle xvi en general impliquen vinyes enrotllades i flors regionals (per exemple, la catifa Bradford). Sovint incorporaven animals heràldics i l'escut d'armes del fabricant. La producció d'aquestes catifes va continuar fins al segle xix. Les composicions de catifes brodades Victorianes inclouen flors altament il·lusionistes en 3 dimensions. Els patrons per a catifes de rajoles fetes amb un determinat nombre de places, anomenats treball de llana de Berlín, es van introduir a Alemanya el 1804, i es van fer molt popular a Anglaterra en la dècada de 1830. Les catifes brodades també poden incloure altres característiques com un patró de formes, o fins i tot poden explicar una història.

## Producció de la catifa de pila nuada

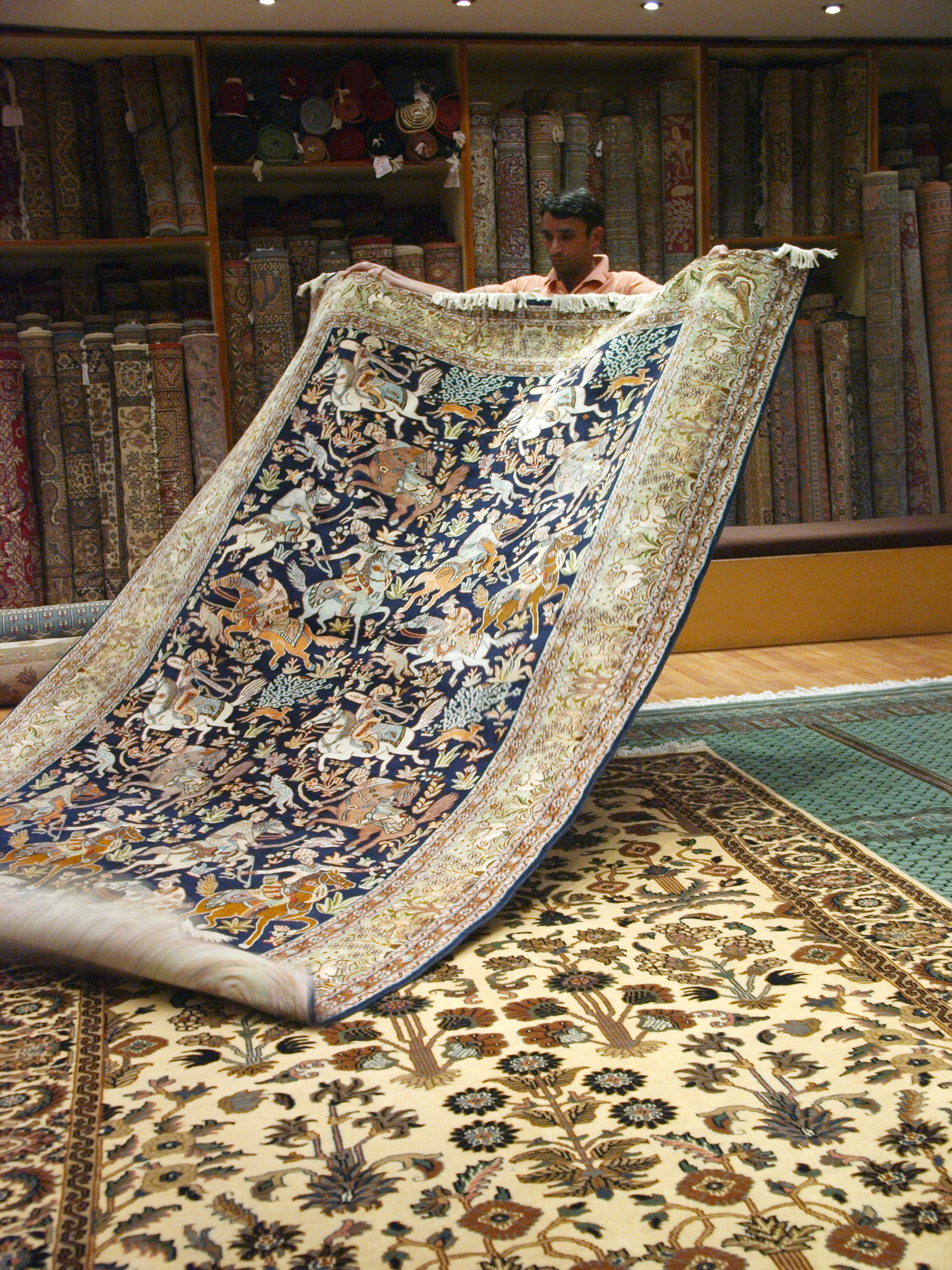
Venedor de catifes a Jaipur, Índia

Tant les catifes planes com les moquetes de pèl es teixeixen en un teler. Tots dos telers verticals i horitzontals s'han utilitzat en la producció de catifes europees i orientals en diferents colors.
El teler és essencialment una carcassa per sostenir, sota tensió, els filats de l'ordit en què es teixeix tota la feina. Pot estar format simplement per dues barres horitzontals de fusta, col·locades paral·lelament. La longitud d'aquestes dues barres ha de correspondre a les dimensions de la catifa acabada.
Els fils d'ordit es col·loquen en el marc del teler abans que comenci el teixit. Poden treballar junts en la mateixa catifa un nombre elevat de teixidors, motiu pel qual no és normalment un treball individual. Una fila de nusos es completa i es talla. Els nusos s'asseguren amb línies de trama (generalment d'un a quatre). L'ordit a la catifa teixida és generalment de cotó i la trama és el jute.
Hi ha diversos estils de nusos, però els dos tipus principals de nus són el simètric (també anomenat turc o Ghiordes) i l'asimètric (també anomenat Pèrsic o Senna). Els principals centres contemporanis de producció de catifes són: Lahore i Peshawar (Pakistan), Caixmir (Índia/Pakistan), Bhadohi, Tabriz (Iran), Afganistan, Armènia, l'Azerbaidjan, Turquia, Àfrica del Nord, Nepal, Espanya, Turkmenistan, i el Tibet.

Bandera de Turkmenistan

La importància de les catifes en la cultura de Turkmenistan és tal que la bandera nacional compta amb una ratlla vertical vermella al costat dret, que conté cinc dissenys semblants a medallons (molt utilitzats en la producció de catifes).
Caixmir (Índia) és coneguda per les catifes nuades a mà. Aquests solen ser de seda i encara que també es teixeixen algunes catifes de llana.
El treball infantil sovint s'ha utilitzat a Àsia. El sistema d'etiquetatge GoodWeave utilitzat a tot Europa i Amèrica del Nord assegura que el treball infantil no s'ha portat a cap: importadors paguen per les etiquetes i els ingressos recaptats s'utilitzen per supervisar els centres de producció i d'educar els nens prèviament explotats.

## Fibres i filats utilitzats en la catifa
La catifa pot ser fabricada amb una o moltes fibres naturals i sintètiques barrejades. Les fibres es trien tenint en compte la seva durabilitat, aparença, facilitat de fabricació i cost. Pel que fa a l'escala de producció, les produccions de fil dominants són poliamides (nilons) i polipropilè amb una estimació del 90% del mercat comercial.

### Niló
El niló és el material més comú per a la fabricació de catifes. Són utilitzats tant el niló 6 com el niló 6-6. Es pot tenyir típicament o en un estat fos. El niló permet capes d'imprimació fàcilment i té excel·lents característiques de desgast. En les catifes, el niló tendeix a tacar-se fàcilment perquè posseeix llocs de coloració a la seva fibra. Aquests llocs de tint s'han d'omplir per tal de donar al niló resistència a les taques. Com el niló està basat en el petroli, aquest fa que variï el seu preu amb el preu del petroli.

### Polipropilè
El polipropilè s'utilitza per produir fils de catifa perquè és barat. És difícil de tenyir i no es desgasta, així com la llana o el niló. El polipropilè s'utilitza comunament per a la fabricació de les catifes berbers. En aquest cas, el polipropilè es coneix comunament com olefina. Les catifes berbers realitzades amb grans bucles d'olefines en general només s'utilitzen per a l'ús domèstic i tendeixen a embullar-se i perdre la seva consistència ràpidament. Les catifes berbers amb bucles més petits tendeixen a ser més resistents i mantenen el seu nou aspecte per un període més llarg que els estils berbers de grans bucles. Les catifes de qualitat comercial tenen bucles molt petit. Quan estan fetes amb polipropilè aquests estils escauen molt bé, i els fa molt adequats per a zones amb trànsit intens, com les oficines. Les catifes de polipropilè són conegudes per la seva bona resistència a les taques, però no amb els agents a base d'oli. Si una taca ha penetrat en el teixit, pot ser difícil de netejar.
Les catifes de qualitat comercial es poden enganxar directament a terra i les de gespa a l'aire lliure són generalment fetes de polipropilè.

### Llana i barreges
La llana té una excel·lent durabilitat, es pot tenyir fàcilment i és bastant abundant. Quan es barreja amb fibres sintètiques com ara el niló s'incrementa la durabilitat de la llana. Els fils de llana barrejada s'utilitzen àmpliament en la producció de la catifa moderna, on la barreja més comuna és de 80% de llana i 20% de fibra sintètica, donant lloc a l'expressió "80/20". La llana és relativament cara i, en conseqüència d'això ocupa una petita porció del mercat.

### Polièster
El polièster, conegut com a "PET" (tereftalat de polietilè) s'utilitza en la fabricació de catifes en ambdós filaments i filats. Després que el preu de les matèries primeres per a molts tipus de catifes va elevar-se en la dècada del 2000, el polièster es va fer més competitiu. El polièster té bones propietats físiques i és inherentment resistent a les taques perquè és hidròfob, i, a diferència del niló, no té llocs de tint. El color s'infon en un estat fos (solució de tintura). El polièster té el desavantatge que tendeix a aixafar i perdre consistència fàcilment. S'utilitza típicament en catifes de preu baix-mitjà. Un altre polièster, "PTT" (tereftalat de trimetilè), també anomenat Sorona o 3GT (Dupont) o Corterra (Shell), és una variant del PET. Lurgi Zimmer PTT va patentar-lo per primera vegada el 1941, però no es va produir fins a la dècada de 1990, quan Shell Chemicals va desenvolupar un mètode de baix cost de producció d'alta qualitat d'1,3 propanodiol (PDO), la matèria primera de partida per al PTT Corterra Polymers.

### Acrílic
L'acrílic és un material sintètic creat per la Corporació Dupont el 1941, però d'ençà ha patit diversos canvis. En el passat l'acrílic solia produir pelussa fàcilment. Això ocorria quan les fibres es degradaven amb el temps i fils curts se separaven per contacte o fricció. A través dels anys s'han desenvolupat acrílics per alleujar alguns d'aquests problemes, tot i que no s'han eliminat del tot. L'acrílic és bastant difícil de tenyir, però es destenyeix, es pot rentar, i té la sensació i l'aspecte de la llana, per la qual cosa és un bon teixit de catifa.

## Catifa d'unió
La catifa d'unió és qualsevol material que es fa servir a la vora d'una catifa per fer una catifa. La catifa unió és generalment de cotó o de niló, però també es pot fer en molts altres materials com el cuir. La unió no sintètica s'utilitza sovint amb el bambú, l'herba i les catifes de llana, però s'utilitza sovint amb catifes fetes d'altres materials.

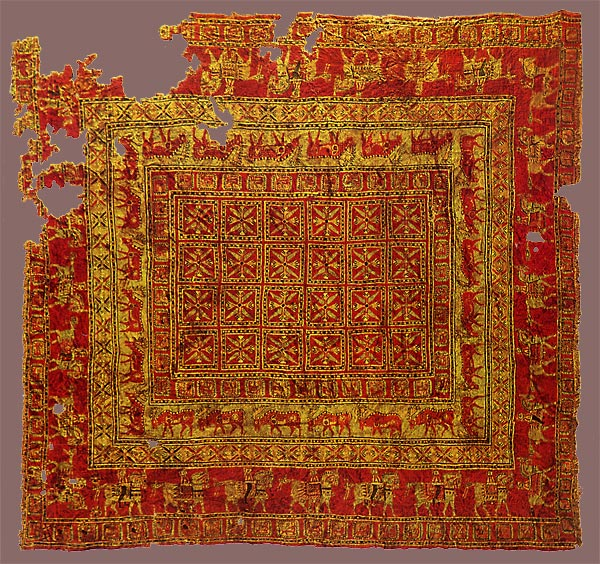
La Catifa Pazyryk, d'origen armeni, es la catifa supervivent més vella del món, del segle V aC.

## Història
La catifa nuada va ser probablement originada al 3r o 2n mil·lenni aC a l'Àsia occidental, potser a la zona del mar Caspi o la muntanya armènia. Hi ha evidència de cabres i ovelles que van ser esquilats per la llana i el pèl, que va ser filat posteriorment i teixit al 7è mil·lenni.
La primera catifa de pèl és la "catifa Pazyryk", que data del segle V-IV aC. Va ser excavada per Sergei Ivanovich Rudenko el 1949 a les muntanyes d'Altai, a Sibèria. Aquesta catifa, de colors molt rics, és de 200 x 183 cm (6'6" x 6'0") i és emmarcada per una vora d'aixetes. Molts experts en catifes orientals plantegen la hipòtesi que es tracta de mà d'obra Urartian.
Els kilims són un sinònim que trobarem sovint en referència a les catifes. Els kilims, o tapets, es tracten d'articles decoratius realitzats en tela igual que les catifes. La tradicional, o més aviat formal, forma de col·locació de catifes a les llars occidentals (és a dir, al centre, deixant una petita vora del pis subjacent visible) és molt apropiada pels kilims; per a moltes persones, un kílim és millor col·locat al centre d'una habitació o espai particular, lliure de mobles o mobiliari, de la mateixa forma que una imatge a una paret. Per això, el kílim ha de "surar" en la superfície existent amb una vora d'almenys quinze centímetres: els kilims molt petits, per descomptat, requereix menys d'aquest "marc a terra".

## Catifes d'arreu del món

### Catifes armènies

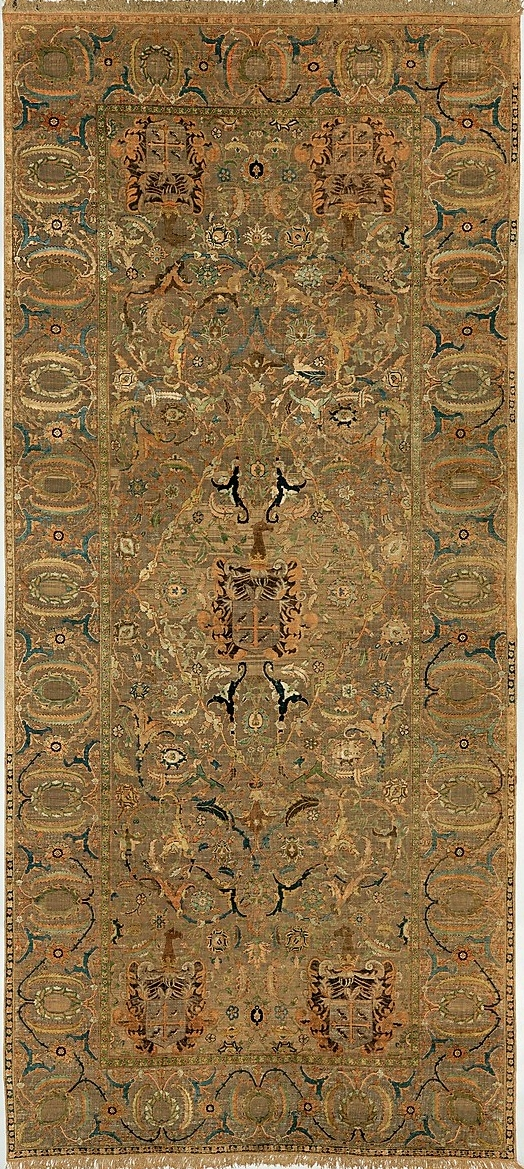
Catifa feta de cotó (torçat), seda

Les catifes armènies van ser descobertes pels estrangers que van viatjar a Artsakh; el geògraf i historiador àrab Al-Masudi va assenyalar que, entre altres obres d'art, mai havia vist aquest tipus de catifes en la seva vida a cap altre lloc.
L'historiador de l'art Hravard Akobian assenyala que "les catifes Artsakh ocupen un lloc especial en la història de la fabricació de catifes d'Armènia". Els temes comuns i els patrons que es troben en les catifes armènies són, principalment, representacions de dracs i àguiles. Eren catifes d'estils molt diversos, riques en colors i motius ornamentals. Van ser fins i tot separades en categories, depenent de quin tipus d'animals hi ha representat en elles, com artsvagorgs (catifes d'àguiles), vishapagorgs (catifes de dracs) i otsagorgs (catifes de serps). La catifa esmentada a les inscripcions Kaptavan es compon de tres arcs, "coberts amb adorns vegetals", i té una semblança artística als manuscrits il·luminats produïts a Artsakh.
L'art de teixir catifes estava, a més, íntimament connectat a la producció de cortines, com s'evidencia en un passatge de Kirakos Gandzaketsi, un historiador armeni del segle xiii d'Artsakh, que va elogiar Arzú - Khatun, l'esposa del príncep regional Vakhtang Khachenatsi, i les seves filles per la seva experiència i habilitat en el teixit.

### Catifes xineses
A diferència de la majoria de les pràctiques antigues de manufactura de catifes, les catifes xineses es teixien gairebé exclusivament per al consum intern. La Xina té una llarga història en l'exportació de productes tradicionals; però, no va ser fins a la primera meitat del segle xix que els xinesos van començar a exportar les seves catifes. Un cop entraren en contacte amb les influències occidentals, hi va haver un gran canvi en la producció: fàbriques xineses van començar a produir catifes Art déco amb mirada comercial i punt de preu.
Els antics segles de l'antiga indústria tèxtil xinesa és rica en història. Encara que la majoria de les catifes antigues es classifiquen d'acord amb una regió específica o de manufactura, els estudiosos atribueixen l'edat de qualsevol catifa xinesa específica a l'emperador regnant de l'època. Els exemples primerencs de la supervivència de l'ofici es van produir durant l'època de Ch'ung Chen, l'últim emperador de la dinastia Chen.

### Catifes de l'Índia
L'enteixinat de catifes pot haver estat introduït a la zona cap al segle xi amb l'arribada dels primers conquistadors musulmans, els Ghaznavids i la Ghauris, des de l'oest. Pot remuntar-se, amb més certesa, al començament de la dinastia mogol al segle xvi, quan l'últim successor de Timur, Babar, va estendre els seus dominis des de Kabul a l'Índia per fundar l'Imperi mogol. Sota el patrocini dels mogols, els artesans indis van adoptar tècniques i dissenys perses. De fet, les catifes teixides en el Punjab van fer ús de motius i estils decoratius inspirats en l'arquitectura mogol.
Akbar, un emperador Mogul, va estar acreditat per a introduir la tècnica de teixit de catifes de l'Índia durant el seu regnat. Els emperadors mogols van condescendir catifes perses per les seves corts reals i palaus. Durant aquest període, Akbar va portar artesans perses de la seva pàtria i els va establir a l'Índia. Inicialment, les catifes teixides mostraven l'estil clàssic persa de nuat. A poc a poc va anar barrejant-se amb l'art indi. Així, les catifes produïdes es van convertir en típiques d'origen indi i a poc a poc la indústria va començar a diversificar-les i estendre-les per tot el subcontinent.
Durant el període Mogol, les catifes fetes al subcontinent indi es van fer tan famoses que la demanda es va estendre a l'estranger. Aquestes catifes tenien dissenys distintius i estaven fabricats amb una alta densitat de nusos. Les catifes fetes pels emperadors mogols, incloent-hi Jahangir i Shah Jahan, eren de la millor qualitat. Sota el regnat de Shah Jahan, aquestes catifes teixides van prendre una nova estètica i van entrar en la seva fase clàssica.
Les catifes de l'Índia són conegudes pels seus dissenys amb detalls molt minuciosos i la presentació d'atributs realistes. La indústria de les catifes a l'Índia va florir més al nord del país, on els principals centres es troben al Caixmir, Jaipur, Agra i Bhadohi. Les catifes de l'Índia es caracteritzen, a més, per la seva alta densitat de nusos. Les nuades a mà són una especialitat i són àmpliament demandades a l'Occident. La indústria de les catifes a l'Índia ha tingut èxit a l'establiment de models de negoci social, ajudant directament a l'elevació dels sectors desfavorits de la societat. Alguns exemples notables d'aquest tipus d'iniciatives d'emprenedoria social són les catifes de Jaipur, Fabindia.
Una altra categoria de catifes de l'Índia que, encara que molt popular en la majoria dels països occidentals, no han rebut molta premsa són les catifes teixides a mà de Khairabad (catifes de Citapore). Khairabad és una petita ciutat a Citapore (ara escrit com "Sitapur"). El districte de l'Índia havia estat governat per Raja Mehmoodabad. Khairabad (l'estat de Mehmoodabad) va ser part de la província d'Oudh, que ha estat governat pels musulmans xiïtes, que tenen connexions perses. Les catifes de Citapore fetes a Khairabad i àrees veïnes són catifes teixides a mà i diferents de les catifes de pèl i les nuades. El teixit pla és la tècnica de teixit bàsic de catifes de Citapore i generalment el cotó és el principal material utilitzat, encara que el jute, el raió i la xenilla també són populars. Ikea i Agocha han estat els principals compradors de catifes d'aquesta zona.

### Catifes pakistaneses
L'art de l'enteixinat de catifes es desenvolupà al sud d'Àsia en un moment en el qual ho feren altres civilitzacions. Les excavacions a Mohenjo Daro i Harappa - ciutats antigues de la civilització de la vall de l'Indus - han establert que els habitants utilitzaven fusos i van teixir una àmplia varietat de materials per a teixir. Alguns historiadors consideren que fou la civilització de la vall de l'Indus on es va desenvolupar per primera vegada l'ús dels tèxtils teixits.
Actualment, les catifes nuades a mà són alguns dels principals productes d'exportació del Pakistan i la seva manufactura és la segona “casa de camp” més gran i la indústria més petita. Els artesans pakistanesos tenen la capacitat de produir qualsevol tipus de catifa usant tots els motius populars de gavines, medallons, paisleys, traceries, i dissenys geomètrics en diverses combinacions.
Recentment, en els temps de la independència, la fabricació de catifes es va establir a Sangla Hill, un petit poble del districte de Sheikhupura. Chaudary Mukhtar Ahmad Membre, fill de Maher Janda, introdueix i ensenya aquest art a la població local i els immigrants. Se'l considera el fundador d'aquesta indústria al Pakistan. Sangla Hill és ara un punt focal a la Indústria de la catifa al Pakistan. Gairebé tots els exportadors i fabricants que estan executant els seus negocis a Lahore, Faisalabad i Karachi tenen les seves oficines a la zona de Sangla Hill.

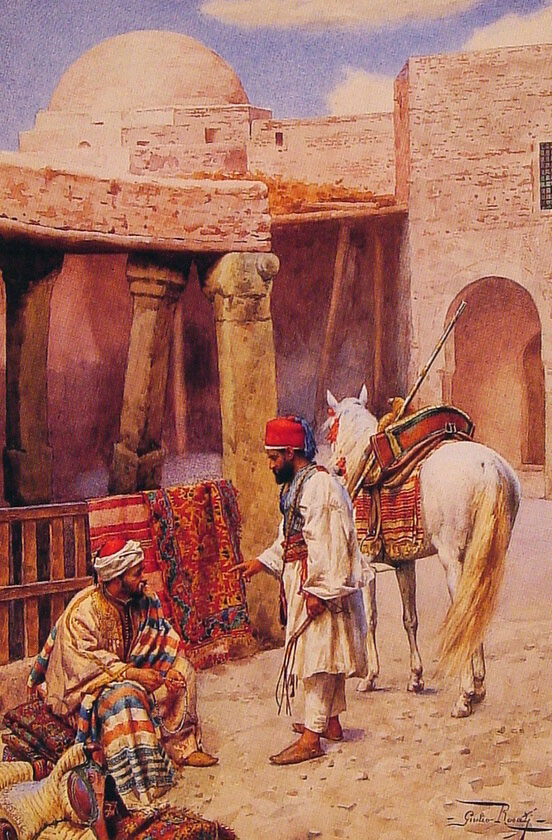
El Venedor de Catifes (Giulio Rosati)

### Catifes perses
Tradicionalment considerada el bressol, la terra d'origen de la catifa, Pèrsia ha estat sempre entre els principals productors de catifes caracteritzades per una extrema varietat decorativa i per una acurada realització. Si el període d'esplendor de la teixidura persa va ser el safawí, en els segles posteriors l'habilitat tècnica i la inventiva dels teixidors no van disminuir i la producció va continuar, més o menys abundant, amb relació a les diferents condicions polítiques i socials.
La catifa persa és una part molt important de l'art i la cultura persa (iraniana). El teixit de catifes de Pèrsia es remunta a l'Edat del Bronze.
El corpus supervivent més antic de catifes perses es remunta a la dinastia Safavid (1501-1736) al segle XVI. No obstant això, les representacions pintades demostren una història més llarga de producció. Hi ha molta varietat entre les catifes perses clàssiques dels segles XVI i XVII. Motius comuns son enrolament de vinyes, arabescos, palmetes, bandes de núvols, medallons, i compartiments geomètriques superposats en lloc d'animals i éssers humans. Això és degut al fet que l'islam, la religió dominant en aquesta part del món, prohibeix la seva representació. No obstant això, i trencant les normes, es representen algunes escenes de caça o escenes de festejament. La majoria d'aquestes catifes són de llana, encara que també trobem diversos exemples de catifes de seda que han sobreviscut produïts a Kashan.
Les catifes iranianes són les més fines del món i els seus dissenys han estat copiats per teixidors d'altres països. Iran és també el major productor i exportador mundial de catifes fetes a mà, i produeix tres quartes parts de la producció total del món, amb una quota d'exportació del 30% als mercats. L'Iran és, a més, el creador de la catifa més gran feta a mà de la història, que mesura 60,546 peus quadrats.

### Catifes escandinaves
Les catifes escandinaves es troben entre les més populars de tots els teixits amb dissenys moderns. Preferides pels influents pensadors modernistes i dissenyadors per una nova estètica a meitats del segle xx, les catifes escandinaves es van estendre en vies moltes diferents per a  disseny d'interiors en l'era contemporània. Amb una llarga història d'adaptació i evolució, la tradició de la catifa escandinava és una de les més remarcables de la història de fabricació de catifes Europea.

### Catifes turques

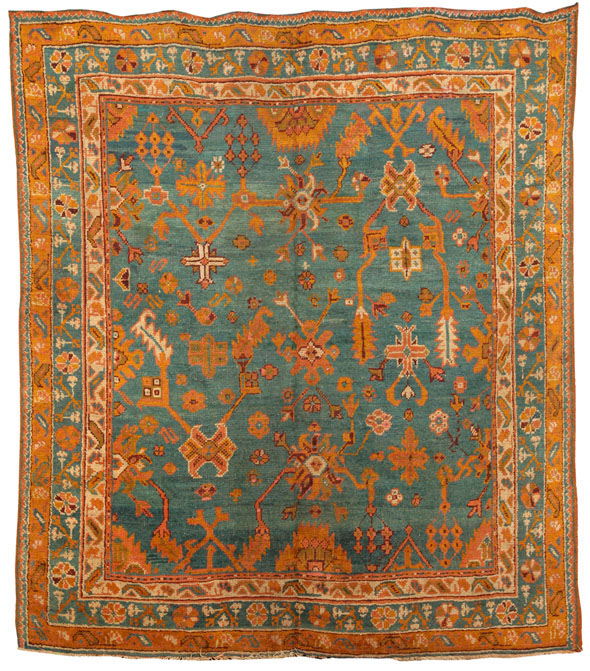
Antiga catifa Uşak, finals del segle XIX

Les catifes turques (també conegudes com d'Anatòlia), ja siguin nuades a mà o teixits plans són algunes de les fabricacions artesanals més conegudes i establertes a tot el món. Històricament, les condicions religioses, culturals, ambientals, sociopolítiques i socioeconòmiques van crear una necessitat generalitzada utilitària i van servir d'inspiració artística entre molts dels pobles tribals i els grups ètnics a l'Àsia central i Turquia.
Els turcs, nòmades o pastorals, agraris o de ciutat, que viuen en tendes o en cases sumptuoses a les grans ciutats, s'han protegit dels extrems del clima fred, cobrint els terres, i algunes vegades les parets i les portes, amb catifes i moquetes. Les catifes es feien sempre a mà, de llana o de cotó en algunes ocasions, podent ser inclús de seda. Aquestes catifes eren barreres naturals contra el fred.
Les catifes turques i kilims són també utilitzats freqüentment com a decoracions de tendes, sacs de gra, bosses de camells i rucs, coixins per terra, cobertes de forns, fundes de sofà, llit i fundes de coixins, mantes, cortines, mantells, catifes per a l'oració i per a les ocasions cerimonials.
Els registres més antics de kilims teixits plans venen de la ceràmica neolítica de Çatalhöyük, al voltant de l'any 7000 aC. Un dels assentaments més antics abans descobert, Çatalhöyük es troba al sud-est de Konya, al centre de la regió d'Anatòlia. A les excavacions fins ara (només el 3% de la població) no només s'han trobat la tela carbonitzada, sinó també fragments de kilims pintats a les parets d'alguns dels habitatges. A la majoria d'ells s'hi representen formes geomètriques i estilitzades que són similars o idèntiques a altres dissenys històrics i contemporanis.
Es creu que la catifa nuada pot haver arribat a Àsia Menor i Orient Mitjà amb l'expansió dels diversos pobles de tribus nòmades durant l'últim període de la gran migració turca dels segles vuitè i novè.
Les extensament reconegudes belles catifes d'Anatòlia, representades a pintures Europees del Renaixement, van utilitzar-se freqüentment a partir de llavors i fins als temps moderns, per indicar l'alt nivell econòmic i social del seu propietari.
Les dones aprenen a teixir a una edat primerenca, i el seu treball pot durar mesos o fins i tot anys fins a completar una catifa, creada per a ser utilitzada en cada aspecte de la seva vida quotidiana. kilims que es van crear per al seu ús en tots els aspectes de la vida quotidiana. Com passa en la majoria de les cultures on es practica l'enteixinat, de manera tradicional i gairebé exclusivament, les teixidores i artesanes són les dones i les nenes.

### Catifes de Turkmenistan ("Bukhara")
Les catifes turcmanes són un tipus de teixit fet a mà de revestiment de terres tradicionalment originari de l'Àsia central. És útil distingir entre les mantes tribals turcmanes originals i les catifes produïdes en grans quantitats per a l'exportació, principalment al Pakistan i l'Iran d'avui. Les catifes originals turcmanes van ser produïdes per a les tribus turcmanes que són el principal grup ètnic a Turkmenistan, i també es troben a l'Afganistan i l'Iran. S'utilitzen per a diversos fins, incloent-hi catifes, tapissos de tendes, per a penjar a portes i per a bosses de diverses mides.
Són inconfusibles en el disseny; motius geomètrics, guls úniques per a cada tribu, que es repeteixen en files al llarg de la catifa.

### Catifes d'Azerbaiyan
Al novembre de 2010 la catifa azerbaiyana va ser proclamada Obra Mestra del Patrimoni Immaterial per la UNESCO.

### Catifes orientals a Europa
Catifes orientals van començar a aparèixer a Europa després de les Croades al segle XI. Fins a meitats del segle XVIII s'utilitzaren sobretot per a cobrir parets i taules. Excepte en situacions reials o eclesiàstiques es consideraven massa valuoses per a cobrir el terra. A principis del segle XIII les catifes orientals comencen a aparèixer a les pintures (sobretot a Itàlia, Flandes, Anglaterra, França i als Països Baixos). Les catifes de disseny Indo-Persa es van introduir a Europa a través dels holandesos, britànics i francesos de les colònies franceses de l'est de l'Índia del segle XVII i XVIII.

### Catifes espanyoles
Encara que existeixen alguns exemplars de la producció de catifes anterior a la invasió musulmana a Espanya, els exemples hispano-moriscos (andalusí) són els primers cossos significatius de catifes fetes Europea. Les proves documentals mostren que l'inici de producció a Espanya fou en el segle XX aC. La catifa Espanyola existent més antiga, anomenada catifa Sinagoga al Museu d'Art Islàmic de Berlín, data del segle|XIV. El primer grup de catifes hispano-morisques, les catifes Admiral (també conegudes com les catifes d'armes), compta amb representacions geomètriques i un patró de repetició puntuat per blasons de les famílies espanyoles nobles cristianes.
La varietat d'aquest disseny es va analitzar més a fons majoritàriament per May Beattie. Moltes de les catifes espanyoles del segle xv es basen en gran manera en els dissenys desenvolupats originalment a la península d'Anatòlia. La fabricació de catifes va continuar després de la Reconquesta d'Espanya i l'eventual expulsió de la població musulmana al segle xv. El disseny de la catifa del segle xvi del Renaixement espanyol és un derivat del disseny tèxtil de la seda. Dos dels motius més populars són les garlandes i les magranes. Durant l'època dels moriscos (musulmans) la producció es va dur a terme a Alcaraz, a la província de Múrcia. La fabricació de catifes després de la reconquesta cristiana va continuar a Alcaraz, mentre que Conca, conegut com a principal centre d'enteixinat al segle xii, es va anar guanyant importància, i va ser dominant a principis del segle xvii i xviii.
Les catifes de dissenys completament diferents, basats en dissenys francesos, van començar-se a teixir en un taller real, la Reial Fàbrica de Tapissos a Madrid, al segle xviii. Conca va ser clausurat pel grau real de Carles IV en el segle xviii per a detenir la competició amb el nou taller. Madrid va continuar com a centre d'enteixinat a través del segle xx, amb la producció de catifes de colors vius, la majoria de dissenys fortament influenciats per disseny de la catifa francesa, i que amb freqüència se signen (a vegades amb el monograma MD, també de vegades amb el nom Stuyck) i datat a la banda exterior. Després de la guerra civil espanyola el general Franco va restablir la indústria del teixit de catifes en els tallers que porten el seu nom, amb dissenys que es veuen influïts per catifes espanyoles anteriors, generalment en un rang molt limitat de colors.

### Catifes búlgares
Les catifes Chiprovtsi (Чипровци килим) són un tipus de catifes fetes a mà amb dos costats absolutament idèntics, part del patrimoni nacional búlgar, les tradicions, les arts i l'artesania. El seu nom deriva de la ciutat de Chiprovtsi, on va començar la seva producció en el segle xvii. La indústria del teixit de catifes va tenir un paper clau en el renaixement de Chiprovtsi en la dècada de 1720 després de la devastació de la fallida revolta de 1688 contra el domini otomà. El viatger occidental Ami Boué, que va visitar Chiprovtsi en 1836-1838, va informar que " majoritàriament les joves, sota els seus refugis o als passadissos, es dediquen a l'elaboració de catifes. Guanyen només cinc francs al mes i el pagament és encara més baix que abans".
El 1868, la producció anual de catifes a Chiprovtsi va superar els 14.000 metres quadrats. En 1896, gairebé 1.400 dones de la regió Chiprovtsi es dedicaren a l'elaboració de catifes. El 1920, els locals van fundar la societat Manual de treball de la societat cooperativa de teixit de catifes, el primer al país. En l'actualitat, la indústria de catifes (kílim) segueix essent dominant al poble. Les catifes han estat elaborades d'acord amb els dissenys tradicionals, però en els últims anys correspon als clients decidir el patró de la catifa que s'han ordenat.
La producció d'una catifa de 3 per 4 metres (9,8 per 13,1 peus) dura uns 50 dies; principalment les dones es dediquen a l'elaboració de catifes. El treball és totalment manual i tots els materials utilitzats són naturals; el material principal és de llana de color, utilitzant tints vegetals o minerals. Les catifes locals s'han apreciat a exposicions a Londres, París, Lieja i Brussel·les. En les últimes dècades, però, la indústria de les catifes Chiprovtsi està en declivi, ja hi ha perdut els seus ferms mercats estrangers. Com a resultat, la ciutat i el municipi han estat experimentant una crisi demogràfica.

### Catifes franceses

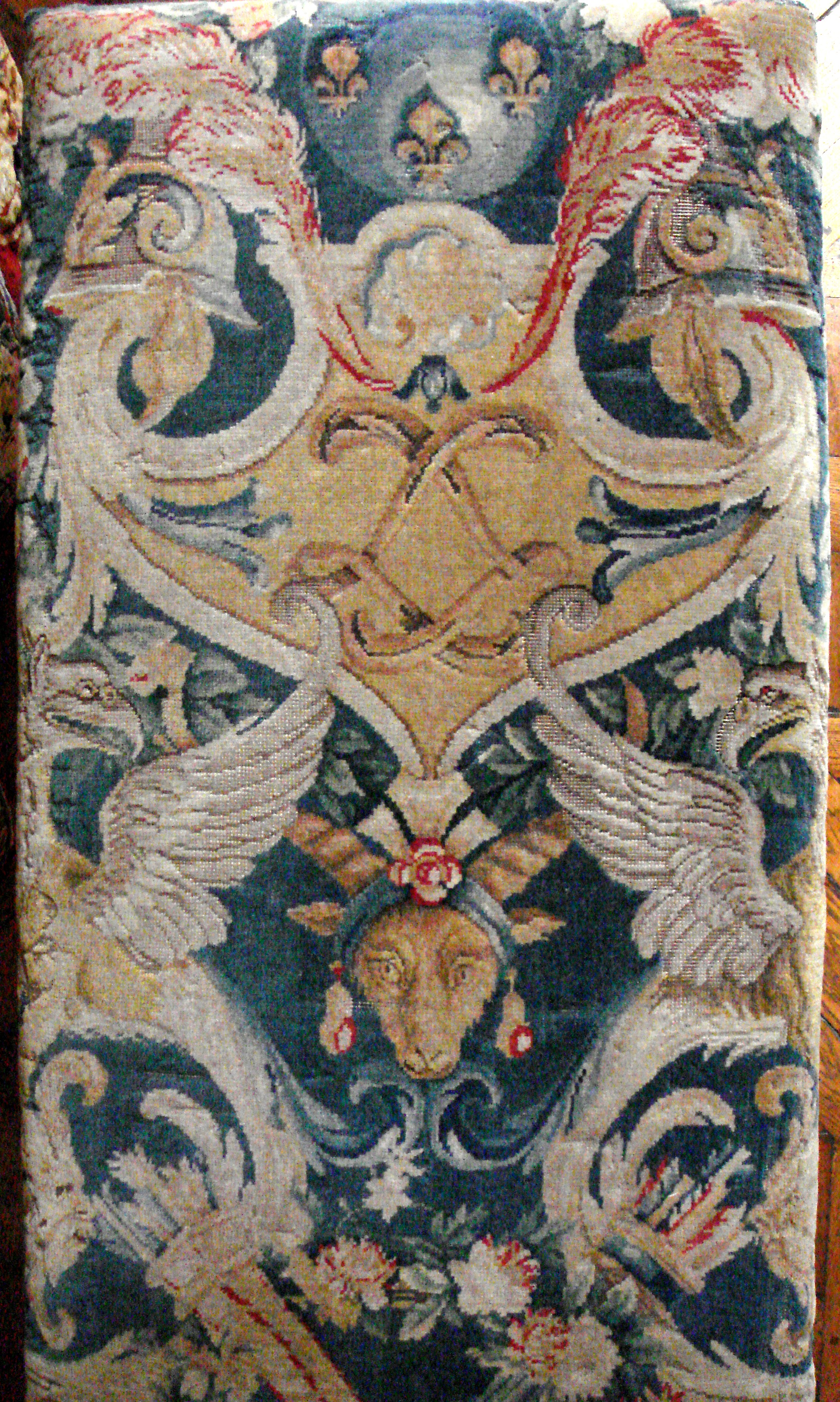
Catifa de la fabrica de Savonnerie, Palau de Versalles, França

El 1608 Enric IV va iniciar la producció francesa de catifes “d'estil turc" sota la direcció de Pierre DuPont. Aquesta producció va ser aviat traslladada a la fàbrica Savonnerie en Chaillot, a l'oest de París. El grup conegut més antic, produït per la Savonnerie, llavors sota la direcció de Simon Lourdet, són les catifes que es van produir en els primers anys del regnat de Lluís XIV. Estan densament ornamentades amb flors, de vegades en gerros o cistelles, contra els fons de color blau o marró fosc que creen profunditat. Els dissenys es basen en tèxtils i pintures holandeses i flamenques. Les catifes més famoses de Savonnerie són la sèrie realitzada per a la Gran Galerie i la Galeria d'Apol·lo al Palais du Louvre entre el 1665 i el 1685. Aquestes 105 obres, realitzades sota la direcció artística de Charles Le Brun, mai van ser instal·lades, ja que Lluís XIV va traslladar la cort a Versalles en 1688. El seu disseny combina riques fulles d'acant, enquadraments arquitectònics i escenes mitològiques (inspirats en l'Iconologie de Cesare Ripa) amb emblemes del poder reial de Lluís XIV.
Pierre- Josse Perrot és el dissenyador de catifes més conegut de mitjans del segle xviii. Els seus treballs i dibuixos mostren elegants volutes rococó, rosasses centrals, petxines, fulles d'acant i garlandes florals. La manufactura de Savonnerie va ser traslladada als Gobelins a París el 1826.
La fàbrica de Beauvais, més coneguda per la seva tapisseria, també va fer catifes de pila nuada entre el 1780 i el 1792. La fabricació de catifes a la ciutat d'Aubusson en petits tallers de propietat privada va començar el 1743. Les catifes produïdes a França empren el nus simètric.

### Catifes angleses
La tecnologia d'enteixinat de catifes nuades probablement va arribar a Anglaterra a principis del segle xvi amb els calvinistes flamencs que fugien de la persecució religiosa. Com que molts d'aquests teixidors estaven assentats al sud-est d'Anglaterra, a Norwich, les 14 catifes existents dels segles xvi i xvii es refereixen a vegades com a "catifes Norwich". Aquestes obres són o adaptacions dels dissenys d'Anatòlia, o dissenys indo-perses, o empren vinyes enrolades i flors d'estil isabelo-jacobins. Totes excepte una són datades o porten un escut d'armes. Igual que els francesos, els teixidors anglesos utilitzen el nus simètric.
Han sobreviscut i conservem documentació que ho testifica exemples de catifes realitzades a tres fàbriques diferents en el segle XVIII: Exeter (1756-1761, propietat de Claude Passavant, 3 catifes existents), Moorfields (1752-1806, propietat de Thomas Moore, 5 catifes existents), i Axminster (1755-1835, propietat de Thomas Whitty, nombroses catifes existents). Exeter i Moorfields tots dos compten amb teixidors renegats de la Savonnerie francesa i, per tant, recorren a l'estructura de teixit d'aquesta fàbrica i als dissenys inspirats en Perrot. El dissenyador neoclàssic Robert Adam subministra dissenys tant per les catifes de Moorfields com per les d'Axminster, basades en mosaics romans i sostres enteixinats. Algunes de les catifes més conegudes amb aquests dissenys van ser fets per Syon House, Osterley House, Harewood House, Saltram House, i Newby Hall.
Les catifes d'Axminster eren un revestiment de terra únic fet originalment a una fàbrica fundada a Axminster, Devon, Anglaterra, el 1755 pel teixidor de teles Thomas Whitty. S'assemblen una mica a les catifes Savonnerie produïdes a França, i són simètricament nuades a mà en llana sobre ordits de llana i la seva trama és de lli o de cànem. Igual que les catifes franceses, sovint apareixen patrons renaixentistes arquitectònics o florals; altres imitaven patrons orientals. Catifes similars es produeixen al mateix temps a Exeter i en la secció de Moorfields de Londres i, poc abans, en el Fulham a Middlesex.
La fàbrica Whitty va tancar el 1835 amb l'adveniment de les catifes fetes a màquina. El nom d'Axminster, però, va sobreviure com un terme genèric per a les catifes fetes a màquina, la pila dels quals és produïda per tècniques similars a les utilitzades en la fabricació de vellut o de xenilla.
Les catifes Axminster tenen tres tipus principals de construcció de catifes en rotllo en ús avui en dia (màquina de teixir, de pèl i nuades a mà). La catifa teixida amb màquina és una inversió que durarà 20 o 30 anys les de Axminster i Wilton són encara molt populars a les zones on la longevitat i flexibilitat del disseny són una gran part de la decisió de la compra. Els hotels i llocs d'oci, gairebé sempre trien aquest tipus i moltes llars utilitzen Axminsters pels seus dissenys.
Les catifes teixides a màquina com les d'Axminster i Wilton són fetes per telers massius que teixeixen junts 'bobines' de fil i suport de catifes. El resultat final, que pot ser modelat intricadament, crea un gruix molt estable i de gran valor. Les catifes de pèl també són populars a la llar. Són relativament ràpides de fer - un suport pre-teixit té fils de pèl inserit en ella. Les agulles empenyen el fil a través del suport, que es manté al seu lloc amb els "mesuradors" subjacents. Les catifes de pèl poden ser de pila trenada, de vellut o la pila de bucle. Les catifes de pèl trenat es fabriquen quan una o més fibres es torcen en el procés de formació de nusos, de manera que a la catifa acabada semblen estar unides entre si.
Les catifes de pèl de vellut tendeixen a tenir una pila més curta i una estructura més ajustada, donant a l'article acabat una aparença suau i vellutada. Les catifes de pèl de bucle són reconegudes per ser resistents i presentar gran textura. El tradicional domini de catifes de continents llunyans ajudaren a utilitzar l'experiència dels teixidors per a produir un treball de la millor qualitat. Les catifes tradicionals sovint tenen un "error " deliberat en el nom de la teixidora per garantir la seva autenticitat.
Sis de les catifes Axminster són coneguts com el grup de "Lansdowne". Aquests tenen un disseny tripartit amb cercles recoberts amb canya i cistelles de flors en el panell central flanquejat per pastilles de diamant en els panells laterals. Els dissenys Rococó d'Axminster sovint tenen un fons marró i inclouen ocells copiats dels gravats populars i contemporanis. Fins i tot ara un gran percentatge d'una població de 55.000 habitants encara busquen feina en aquesta indústria. La ciutat de Wilton, Wiltshire també és conegut pel seu teixit de catifes, que es remunta al segle xviii.